# Godoy (Argentina)
Godoy è un comune della provincia di Santa Fe, in Argentina, situato nel Dipartimento di Constitución.